# Jan Szymański (rychlobruslař)
Jan Marek Szymański (* 2. března 1989 Poznaň) je polský rychlobruslař.
V polských rychlobruslařských závodech startoval od roku 2006, na mezinárodní scéně debutoval ve Světovém poháru na začátku roku 2009, následně se zúčastnil i Zimní univerziády 2009. V roce 2011 se poprvé objevil na světových šampionátech ve víceboji i na jednotlivých tratích. Největších úspěchů dosáhl s polským týmem ve stíhacích závodech družstev, se kterým získal bronzové medaile v této disciplíně na MS 2013, na ZOH 2014 (na olympiádě byl dále patnáctý na 1500 m a třináctý na 5000 m) a na ME 2018. Zúčastnil se Zimních olympijských her 2018, kde v závodě na 1500 m skončil na 16. místě.